# Köngäslampi
Köngäslampi är en sjö i Finland. Den ligger i kommunen Sodankylä i landskapet Lappland, i den norra delen av landet, 800 km norr om huvudstaden Helsingfors. Köngäslampi ligger 194,5 meter över havet. Arean är 26 hektar och strandlinjen är 2,57 kilometer lång. Sjön  ingår i Kemi älvs huvudavrinningsområde. 